# ألكسندر دو توا
ألكسندر لوجي دو توا (بالإنجليزية: Alexander du Toit)‏ عضو الجمعية الملكية (14 مارس 1878 – 25 فبراير 1948) جيولوجي من جنوب أفريقيا، ومن أوائل مؤيدي نظرية الانجراف القاري لألفريد فيجنر.
ولد دي توا في نيولاند في كيب تاون سنة 1878 م، ودرس في كلية ديوسيسان في روندبوش وفي جامعة رأس الرجاء الصالح. وبتشجيع من جده، حصل دي توا سنة 1899 م على شهادة في هندسة التعدين من الكلية الملكية للعلوم والتقنية في غلاسكو. وبعد فترة قصيرة، درس الجيولوجيا في الكلية الملكية للعلوم في لندن، ثم عاد إلى غلاسكو ليُحاضر في الجيولوجيا والتعدين والمساحة في جامعة غلاسكو والكلية الملكية للعلوم والتقنية.
وفي سنة 1903 م، أصبح دي توا جيولوجياً في جمعية رأس الرجاء الصالح الجيولوجية، وفي سنة 1920 م، التحق بالاتحاد الزراعي كجيوليجي مائي، وفي 1927 م، أصبح كبير المستشارين الجيولوجيين في دي بيرز، وظل في هذا المنصب حتى تقاعده سنة 1941 م. في سنة 1937 م، أصدر دي توا كتابه «قاراتنا العجيبة».
في سنة 1923 م، تلقى دو توا منحة من معهد كارينجي في واشنطن، استخدمها في السفر إلى شرق أمريكا الجنوبية لدراسة جيولوجيا الأرجنتين وباراغواي والبرازيل، قارن النتائج التي تحصّل عليها مع جيولوجيا أفريقيا. وبناءً على دراساته، أصدر مراجعة في علم وصف طبقات الأرض قدم فيها دلائل دعّمت فكرة ألفريد فيجنر عن الانجراف القاري.
وفي سنة 1933 م، حصل على ميدالية مورشيسون من الجمعية الجيولوجية بلندن، وفي سنة 1943 م، أصبح عضوًا في الجمعية الملكية. وفي سنة 1949 م، بعد سنة على وفاته، أطلقت جمعية جنوب أفريقيا الجيولوجية سلسلة من المحاضرات تحمل اسمه تخليدًا لذكراه، لا زالت تُنظّم إلى اليوم. وفي سنة 1973 م، سُميّت فوهة صدمية قطرها 75 كم على المريخ (71.8°ج، 49.7°غ) باسم دي توا تكريمًا له على أعماله.

## روابط خارجية
- ألكسندر دو توا على موقع الموسوعة البريطانية (الإنجليزية)